# Naretschen-Gletscher
Der Naretschen-Gletscher (bulgarisch ледник Наречен lednik Naretschen) ist ein 9 km langer und 11 km breiter Gletscher im Norden der Alexander-I.-Insel westlich der Antarktischen Halbinsel. Er fließt von den westlichen Hängen der Lassus Mountains in westlicher Richtung zur Lasarew-Bucht, die er südlich des Südwestgrats des Mount Wilbye und nördlich des Faulkner-Nunataks erreicht.
Die bulgarische Kommission für Antarktische Geographische Namen benannte ihn 2009 nach dem Kurort Naretschen im Süden Bulgariens.